# São José de Piranhas
São José de Piranhas é um município brasileiro do estado da Paraíba, localizado na Região Geográfica Imediata de Cajazeiras. Sua área territorial é de 677 km² e sua população, conforme estimativas do IBGE de 2018, era de 20 053 habitantes.

## História
Presume-se que o território onde se localiza São José de Piranhas foi constituído pelas antigas sesmarias pertencentes à Casa da Torre e pelos fazendeiros de Piancó que ali se estabeleceram no início do século XVIII.
Tudo leva a crer que havia fazendas na região, pois em 1764 a sesmaria foi requerida e supõe-se que tenha sido doada à igreja. Ali foram sendo construídas casas e se formou uma povoação que recebeu o nome de São José de Piranhas, por localizar-se às margens do Rio Piranhas. O município possui um importante sítio histórico, a fazenda conhecida como Sítio Pinheira, local onde se deram fatos relacionados ao período do cangaço e à revolução de 30 nos sertões da Paraíba.
Sua emancipação política se deu em 24 de setembro de 1885.

## Cultura
A cidade também é conhecida como a terra do poeta-repentista Manuel Galdino Bandeira, nascido em Patos, no ano de 1882 e falecido em 1955, em São José de Piranhas, onde se radicara e passara a exercer as atividades de agricultor. Cantador afamado, teve oportunidade de cantar para o Presidente Getúlio Vargas. Suas estrofes se acham reproduzidas em diferentes livros sobre poesia popular. No Dicionário Bio-bibliográfico de Repentistas e Poetas de Bancada, encontra-se a estrofe com que iniciou uma peleja com Pinto do Monteiro.

## Filhos ilustres
- Cícero Lucena, político.
- Eduarda Brasil vencedora da 3ª edição do programa The Voice Kids.
- Francisco Pereira de Sousa, político.
- José Cavalcanti, escritor e político, imortal da Academia Paraibana de Letras.
- José Lacerda Neto, político.
- Wellington Roberto, político.

## Geografia
O município está incluído na área geográfica de abrangência do semiárido brasileiro, definida pelo Ministério da Integração Nacional em 2005. Esta delimitação tem como critérios o índice pluviométrico, o índice de aridez e o risco de seca.
| Dados climatológicos para São José de Piranhas | Dados climatológicos para São José de Piranhas | Dados climatológicos para São José de Piranhas | Dados climatológicos para São José de Piranhas | Dados climatológicos para São José de Piranhas | Dados climatológicos para São José de Piranhas | Dados climatológicos para São José de Piranhas | Dados climatológicos para São José de Piranhas | Dados climatológicos para São José de Piranhas | Dados climatológicos para São José de Piranhas | Dados climatológicos para São José de Piranhas | Dados climatológicos para São José de Piranhas | Dados climatológicos para São José de Piranhas | Dados climatológicos para São José de Piranhas |
| Mês                                            | Jan                                            | Fev                                            | Mar                                            | Abr                                            | Mai                                            | Jun                                            | Jul                                            | Ago                                            | Set                                            | Out                                            | Nov                                            | Dez                                            | Ano                                            |
| ---------------------------------------------- | ---------------------------------------------- | ---------------------------------------------- | ---------------------------------------------- | ---------------------------------------------- | ---------------------------------------------- | ---------------------------------------------- | ---------------------------------------------- | ---------------------------------------------- | ---------------------------------------------- | ---------------------------------------------- | ---------------------------------------------- | ---------------------------------------------- | ---------------------------------------------- |
| Chuva (mm)                                     | 148,9                                          | 179,8                                          | 236,2                                          | 176                                            | 79,7                                           | 31,1                                           | 17,6                                           | 4,7                                            | 6,6                                            | 13,4                                           | 24,9                                           | 53,3                                           | 972,2                                          |
| Fonte: Atlas Pluviométrico da Paraíba          |                                                |                                                |                                                |                                                |                                                |                                                |                                                |                                                |                                                |                                                |                                                |                                                |                                                |